# Таргу Секујеск
Таргу Секујеск (рум. Târgu Secuiesc, мађ. Kézdivásárhely) град је у Румунији. Он се налази у средишњем делу земље, у историјској покрајини Трансилванија. Други је град по важности у округу Ковасна.
Према попису из 2002. у граду живи 20.488 становника.

## Географија
Таргу Секујеск се налази у југоисточном делу историјске покрајине Трансилваније, око 60 km североисточно до Брашова, најближег већег града.
Град је смештен у пространој долини реке Негру. Источно, северно и јужно од града издижу се Карпати, а западно се пружа бреговито подручје средишње Трансилваније.

## Историја
Целом историјом Таргу Секујеск је био средиште месних Мађара-Секеља. Град је вековима био трговиште, на шта упућује и његов назив.

## Становништво
У односу на попис из 2002, број становника на попису из 2011. се смањио.
| 2011.  |
| ------ |
| 18.491 |

Таргу Секујеск је једно од већих насеља у Румунији са најмањим процентом матичних Румуна. Мађари-Секељи чине већину градског становништва Одорхеју Секујеска (91%), а од мањина има Румуна (8%) и Рома (1%).

## Галерија
- Калвинистичка црква
- Ружичњак у градском језгру
- Споменик Габору Арону